# 3190 Апошанський
3190 Апошанський (1978 SR6, 1981 EA25, 3190 Aposhanskij) — астероїд головного поясу, відкритий 26 вересня 1978 року.
Тіссеранів параметр щодо Юпітера — 3,221.